# Limmatquai

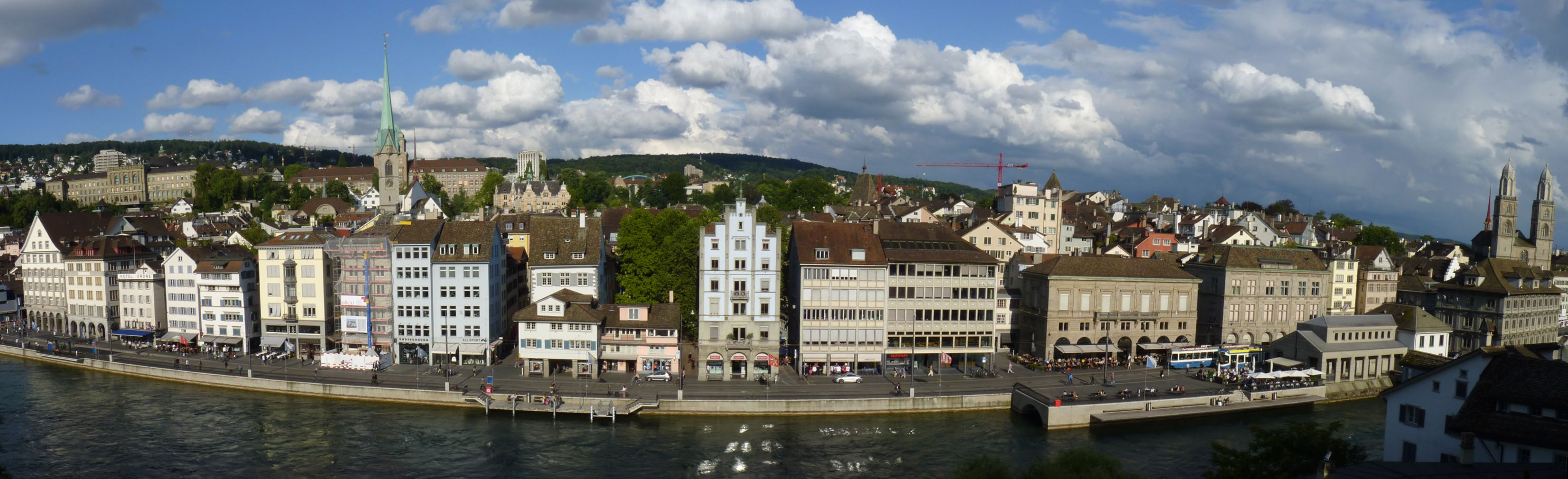
Veduta panoramica del Limmatquai

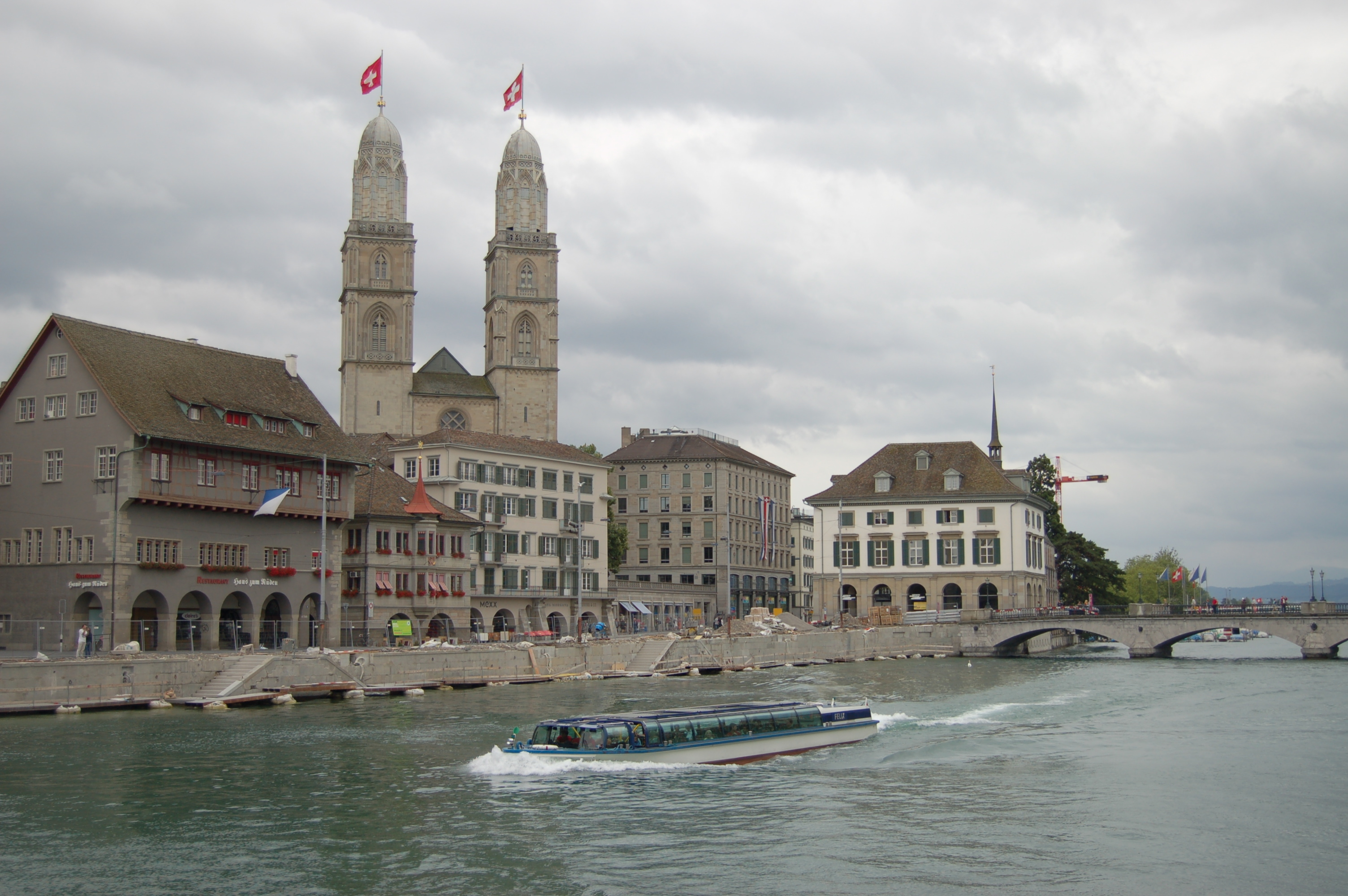
Un tratto del Limmatquai, con ben visibili i campanili della Grossmünster

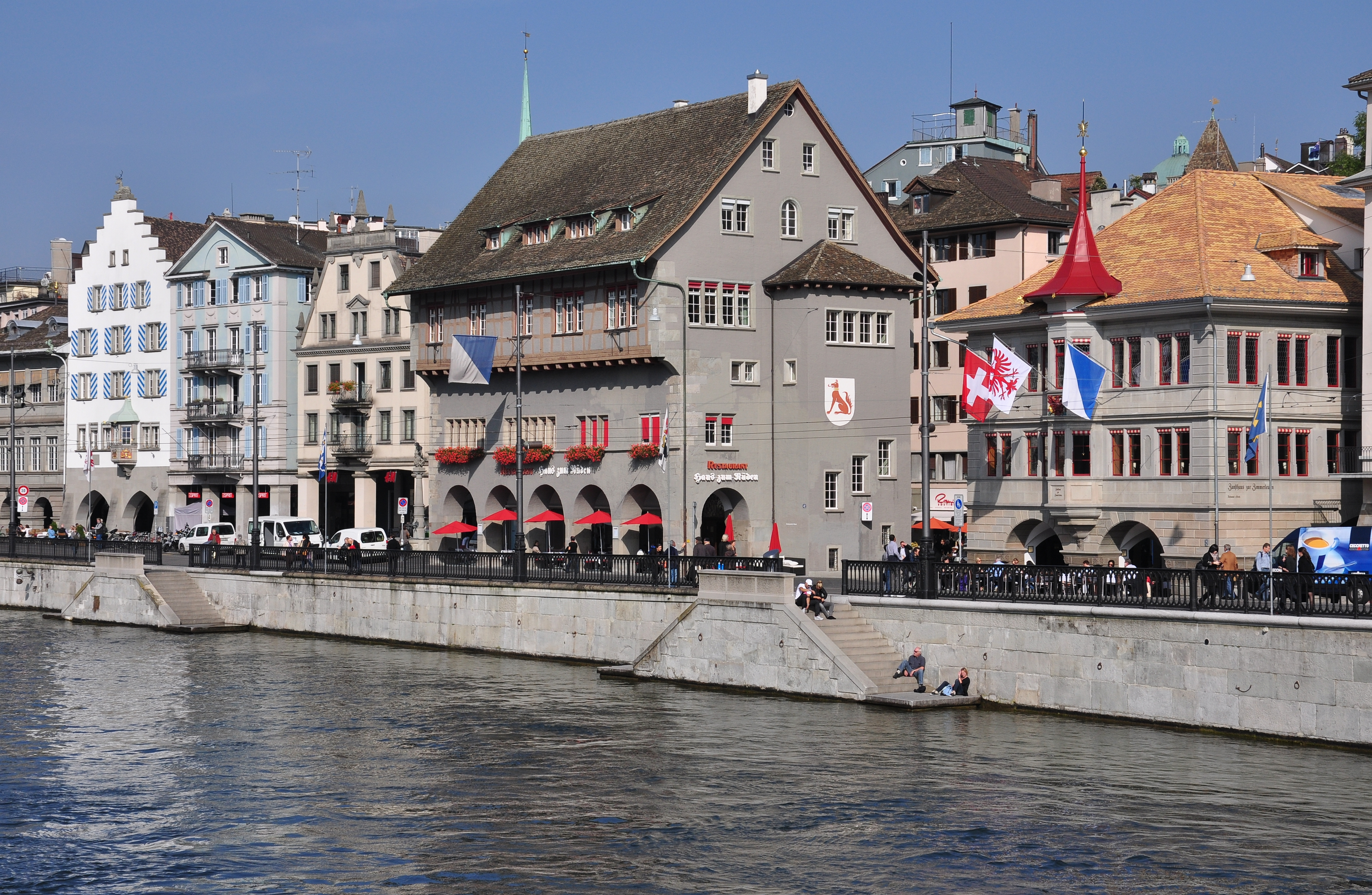
Edifici storici sul Limmatquai

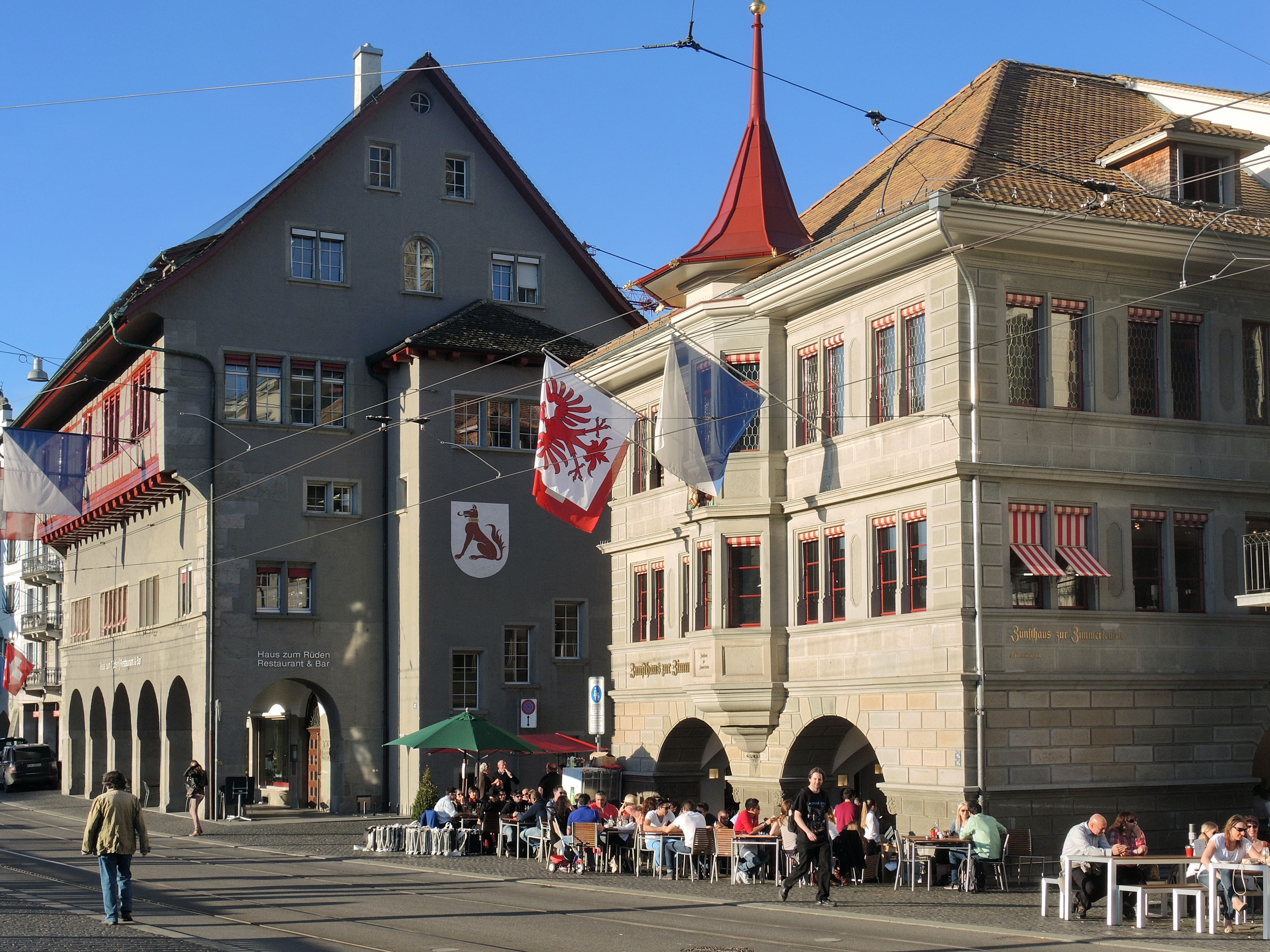
La Haus zur Rüden e la Haus zur Zimmerleute, storici edifici sul Limmatquai

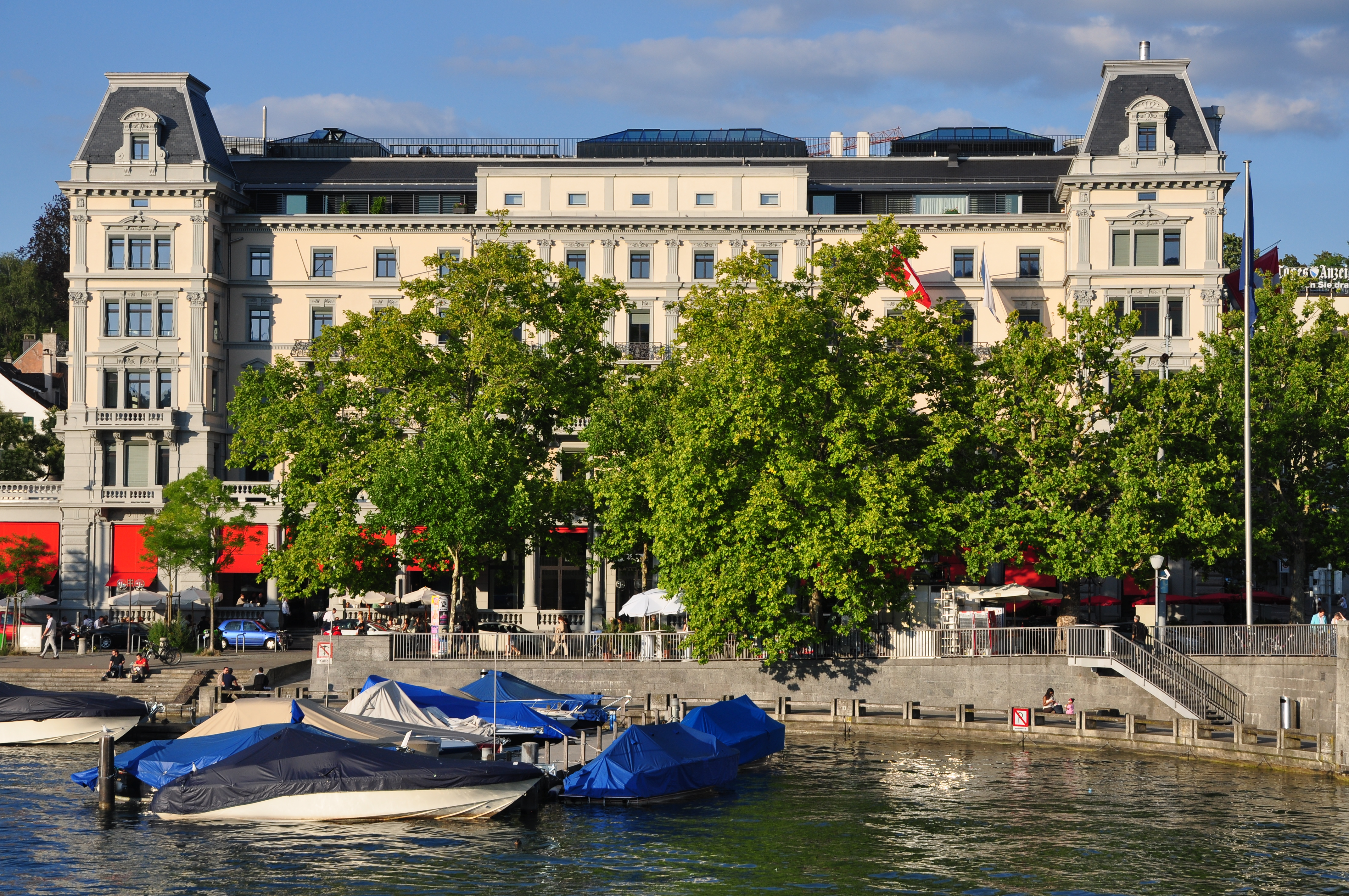
La Haus Bellevue e il Quaibrücke sul Limmatquai

Il Limmatquai è una strada del centro storico di Zurigo, in Svizzera, situata lungo la sponda orientale del fiume Limmat (da cui prende il nome). Realizzata tra il 1823 e il 1891, ospita edifici storici, negozi alla moda e ristoranti.

## Ubicazione
Il Limmatquai taglia in due la parte settentrionale del centro storico e si estende a sud della Bahnhofplatz e a nord della Utoquai e della Theaterstrasse.

## Storia
Il Limmatquai fu realizzato in tre fasi nel corso del XIX secolo. In origine, una parte della via si chiamava Sonnenquai e un'altra Rathausquai.
La prima fase di costruzione si ebbe tra il 1823 e il 1825, quando fu realizzata una piccola strada tra la Schlachthaus e la Rosengasse.
|  |

La seconda fase di costruzione si ebbe tra il 1855 e il 1859, quando la strada fu poi allungata fino al Neumühlequai.
I lavori definitivi di ampliamento si ebbero poi tra il 1887 e il 1891.
Dal 1933, il termine "Limmatquai" divenne un'espressione comune per indicare l'intera sponda destra del fiume Limmat.
Nel gennaio del 2006, fu approvata un'opera di rinnovamento del Limmatquai.

## Edifici e luoghi d'interesse lungo il Limmatquai

### Municipio di Zurigo
Tra i principali edifici del Limmatquai, figura il municipio di Zurigo (Rathaus), un edificio in stile barocco risalente al 1694-1698 e situato al nr. 71 della via.

### Wasserkirche
Altro storico edificio della via è la Wasserkirche, una chiesa tardo-gotica risalente al 1479-1484 e situata al nr. 31 del Limmatquai, fra la Grossmünster e la Fraumünster.

### Haus zur Rüden
Al nr. 42 del Limmatquai, si trova la Haus zur Rüden, un edificio risalente al XVII secolo, già sede della Gesellschaft zur Constaffel (gilda che originariamente accoglieva al suo interno i membri della classe dei ministeriali; dal 1490 tutti i cittadini non appartenenti ad alcuna altra gilda).

### Haus zur Zimmerleuten
Vicino alla Haus zur Rüden, si trova la Haus zur Zimmerleuten, un edificio del XVIII secolo, sede della gilda dei carpentieri.

### Zunfthaus zur Haue o Haus zur Haue
Al nr. 52 del Limmatquai, si trova la Haus zur Haue, sede della Zunft zum Kämbel (Gilda del Cammello), che accoglieva i mercanti specializzati nel commercio di vino e generi alimentari.

### Haus zur Saffran
Al nr. 54 del Limmatquai, si trova la Haus zur Saffran, un edificio realizzato intorno al 1720, sede della gilda dei mercanti di spezie e di tessuti.

## Trasporti
Il Limmatquai è servito dalle linee di tram 4 e 15.

## Il Limmatquai nella cultura di massa
- Al Limmatquai è dedicato il brano musicale Le filles du Limmatquai, inciso nel 1984 dal cantante svizzero Stephan Eicher[6]